# August Thalheimer
August Thalheimer (18 de março de 1884 – 19 de setembro de 1948) foi um ativista e teórico marxista alemão. 

## Biografia

### Vida pregressa
Nasceu de uma família judaica em 1884 em Affaltrach, município hoje chamado Obersulm, em Württemberg, Alemanha. Estudou medicina em Munique, mas logo mudou seus estudos para linguística e etnologia. Após um breve período em Oxford e Londres, mudou-se para Berlim e depois para Estrasburgo, onde concluiu seu doutorado em 1907. 

### Carreira política
August Thalheimer era membro do Partido Social-Democrata da Alemanha antes da Primeira Guerra Mundial. Editou o Volksfreund, um dos jornais do partido, e a partir de 1916 trabalhou no Spartakusbriefe, o jornal oficial do Partido Social Democrata Independente (PSDI). Thalheimer foi um dos membros fundadores do Partido Comunista da Alemanha (em alemão: Kommunistische Partei Deutschlands - KPD) e foi reconhecido como sendo seu principal teórico. Também editou Rote Fahne e os manuscritos de Franz Mehring que permaneciam inéditos quando de sua morte. 
Thalheimer fazia parte do governo local de Württemberg, atuando como Ministro das Finanças durante a crise de 1923. Ele e Heinrich Brandler foram responsabilizados pelas consequências e convocados para Moscou em 1924. Lá, trabalhou para a Internacional Comunista e o Instituto Marx-Engels. Em 1927, Thalheimer deu uma série de palestras na Universidade Sun Yat-sen de Moscou que foram publicadas como um livro didático de filosofia (a tradução em inglês apareceu como Introdução ao Materialismo Dialético, Nova York, 1936). Ele também trabalhou com Bukharin no rascunho do programa da Comintern. O desconforto com a liderança de Ernst Thälmann o fez retornar ao KPD na Alemanha em 1928. No entanto, um ano depois, ele e Brandler foram expulsos do KPD e formaram a Oposição do Partido Comunista (Kommunistische Partei Deutschlands - KPO).
O KPO foi um crítico da política externa da União Soviética, mas não de suas políticas domésticas. Thalheimer afirmou: "Não queremos levar à conclusão de que, se as políticas do Comintern estão erradas, as políticas da Rússia também estão erradas" (Gegen den Strom, 4/1931). Thalheimer apoiou a coletivização forçada e o stakhanovismo. 
Foi para o exílio em Paris a partir de 1932. 
A partir de 1935, Thalheimer começou a escrever regularmente uma coluna sobre notícias internacionais para a Era dos Trabalhadores, o jornal oficial do Partido Comunista dos EUA (Oposição), liderado por Jay Lovestone.
Em 1936, foi para Barcelona, na Espanha. Lá, envolveu-se em uma discussão com Andrés Nin sobre a condenação do Partido Operário de Unificação Marxista no primeiro julgamento de Moscou. Logo voltou à França novamente para trabalhar com o KPO durante o exílio. Em julho de 1937, quando seis membros do KPO em Barcelona foram presos pelos stalinistas, ele emitiu uma declaração conjunta com Brandler: 

 "Assumimos qualquer garantia política e pessoal em relação a nossos camaradas presos. Eles são antifascistas e revolucionários, incapazes de qualquer ação que possa ser interpretada como alta traição à Revolução Espanhola." 

### Morte
Em 1940, após a conquista alemã da França, Thalheimer fugiu para Cuba. Morreu em Havana em 1948. 

## Trabalho
- 1923: Uma Oportunidade Perdida? A Lenda do "Outubro Alemão" e a Verdadeira História de 1923,1931. Salvador: Centro de Estudos Victor Myer.
- Sobre o Fascismo, 1930. Salvador: Centro de Estudos Victor Myer.